# Alexander Skarsgård

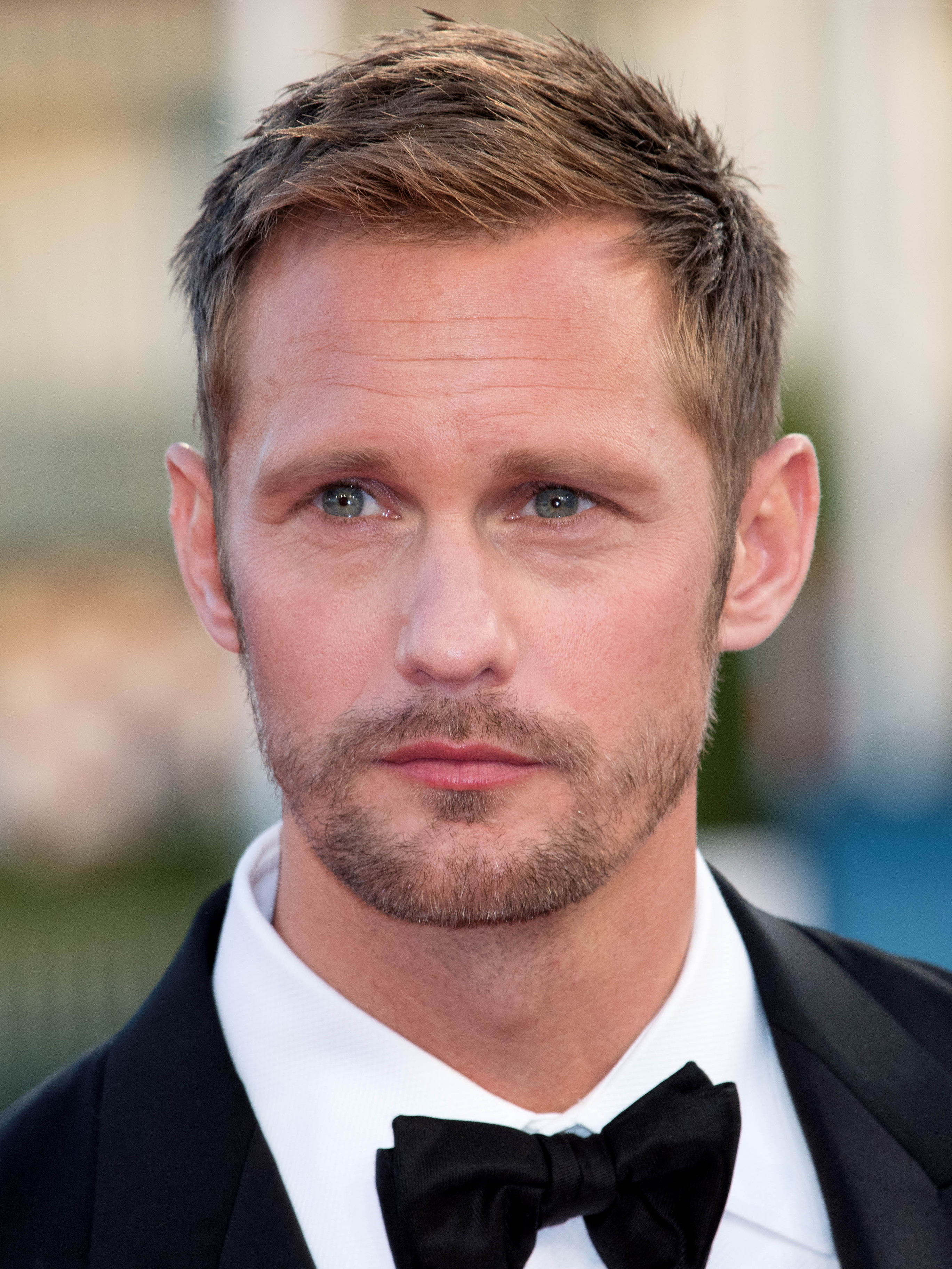
Alexander Skarsgård (2016)

Alexander Johan Hjalmar Skarsgård [ˈskɑːʂɡoːɖ] (* 25. August 1976 in Stockholm) ist ein schwedischer Schauspieler, Regisseur und ehemaliges Model. Er gehört zur schwedischen Schauspielerfamilie Skarsgård.

## Leben
Alexander Skarsgård wurde als Kind des schwedischen Schauspielers Stellan Skarsgård und seiner damaligen Frau My, einer Ärztin, in Stockholm geboren. Er hat sechs jüngere Brüder, Gustaf (* 1980), Sam (* 1982), Bill (* 1990), Valter (* 1995) und die Halbbrüder Ossian (* 2009) und Kolbjörn (* 2012) sowie eine jüngere Schwester namens Eija (* 1992).
Alexander Skarsgård unterstützt den in Stockholm ansässigen Fußballverein Hammarby IF und ist an Eishockey interessiert. Er wurde fünf Mal zum Sexiest Man in Schweden gewählt und zählte 2009 zu den 100 sexiest men alive des People Magazine.
Skarsgård studierte Politikwissenschaft, hat seinen Militärdienst in der Marine abgeleistet und sich für ein Studium der Architektur in Stockholm eingeschrieben. Abgesehen von Schwedisch und Englisch spricht er auch ein wenig Französisch und Deutsch. Er lebte bis 2023 in Los Angeles. Er war von 2009 bis 2011 mit Schauspielerin Kate Bosworth liiert. Ende Juli 2011 gaben beide ihre Trennung bekannt.
Sein Debüt vor der Kamera gab Skarsgård 1983 als Kalle Nubb im Alter von sieben Jahren in Allan Edwalls preisgekrönten Drama Ake und seine Welt. Mit 13 Jahren machte seine Rolle als Jojjo in Rumle Hammerichs Familiendrama Hunden som log ihn in ganz Schweden bekannt. Da es ihn irritierte, von Leuten angestarrt zu werden und Artikel über sich zu lesen, unterbrach er seine Karriere für ca. acht Jahre und lehnte in dieser Zeit jedes Angebot ab. Nach seiner Zeit beim Militär schrieb sich Skarsgård 1997 an der Marymount Theater School in New York City ein, um Schauspielerei zu lernen. Nach zwei Jahren in New York kehrte er nach Schweden zurück, um dort seine erste „Erwachsenenrolle“ in Christina Olofsons Happy End zu drehen. Seither hat er mehr als fünfzehn Filme in Skandinavien gedreht und ist heute einer von Schwedens beliebtesten Bühnen- und Bildschirm-Akteuren. 2003 schrieb er das Drehbuch zu dem Kurzfilm Att döda ett barn, bei dem er zusammen mit Björne Larson auch Regie führte. Sowohl Skarsgårds Vater als auch sein jüngerer Bruder Valter traten darin auf.
Das Interesse für Alexander Skarsgård außerhalb Skandinaviens wuchs in den letzten Jahren stark und er hat Verträge mit der Agentur Endeavor in Los Angeles, New York und mit Markham & Froggatt, Großbritanniens renommiertester Agentur, die ihn in Europa vertritt, abgeschlossen. Er war bereits in Filmen und Miniserien wie Zoolander, The Last Mission – Das Himmelfahrtskommando und Revelations – Die Offenbarung zu sehen. Durch seine Rolle als Sgt. Brad Colbert in der HBO-Miniserie Generation Kill erlangte er 2008 in den USA einen hohen Bekanntheitsgrad. Dem europäischen Publikum wurde er durch die Serie True Blood bekannt, in der er den Vampir Eric Northman spielt. Die Serie, die auf die Buchreihe über Sookie Stackhouse von Charlaine Harris basiert, konzentriert sich auf die Liebesdreiecksgeschichte zwischen den Vampiren Bill (Stephen Moyer) und Eric (Alexander Skarsgård) und der Kellnerin Sookie (Anna Paquin), die telepathisch veranlagt ist. 2009 war Alexander Skarsgård im Video Paparazzi der Pop-Sängerin Lady Gaga zu sehen. 2010 spielte er neben Jason Statham in 13, einem Film des georgischen Regisseurs Géla Babluani. 2011 war er in Lars von Triers Film Melancholia zu sehen. Im April 2012 bekam er die Hauptrolle im Horror-Thriller Hidden, welcher von den Zwillingsbrüdern Matt und Ross Duffer inszeniert wurde. Und im Sommer 2012 wurde er zum Werbegesicht des Herrendufts Encounter von Calvin Klein.
2016 war Skarsgård in dem US-amerikanischen Abenteuerfilm Legend of Tarzan von David Yates als Titelheld zu sehen. Ein Jahr später erhielt er für seine Rolle als gewalttätiger Ehemann von Nicole Kidman in der TV-Miniserie Big Little Lies einen Emmy und ebenso 2018 einen Golden Globe in der Kategorie Bester Nebendarsteller – Serie, Miniserie oder Fernsehfilm.
Derzeit ist Skarsgård mit der schwedischen Schauspielerin Tuva Novotny liiert. Das Paar hat 2022 sein erstes gemeinsames Kind bekommen. Die Familie lebt seit 2023 gemeinsam mit zwei Töchtern Novotnys aus einer anderen Beziehung in Stockholm.

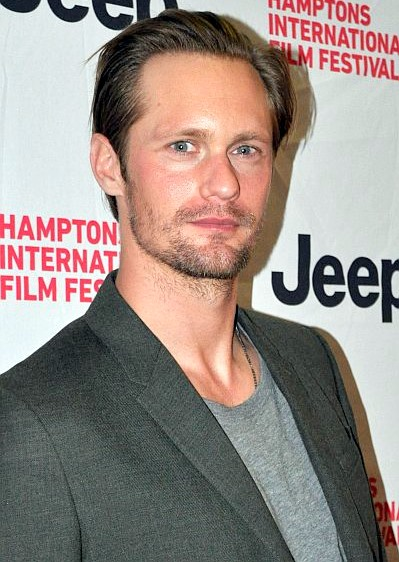
Alexander Skarsgård (2011)

## Filmografie
- 1984: Ake und seine Welt (Åke och hans värld)
- 1984: Idag röd
- 1989: Hunden som log
- 1999: Vita lögner (Fernsehserie, 10 Folgen)
- 1999: Happy End
- 2000: D-dag
- 2000: Hundtricket
- 2000: Dykaren
- 2000: Judith
- 2000: Reißende Wasser (Järngänget)
- 2000: Vingar av glas
- 2001: Drakarna över Helsingfors
- 2001: Zoolander
- 2002: Hundtricket – The movie
- 2004: Hjärtslag
- 2005: Som man bäddar…
- 2005: Revelations – Die Offenbarung (Revelations)
- 2005: Om Sara
- 2006: The Last Mission – Das Himmelfahrtskommando (The Last Drop)
- 2006: Never Be Mine
- 2006: Kill Your Darlings
- 2006: Cuppen
- 2006: Exit
- 2007: Leende guldbruna ögon (Miniserie)
- 2007: Järnets änglar
- 2008: Generation Kill (Miniserie, 7 Folgen)
- 2008–2014: True Blood (Fernsehserie, 76 Folgen)
- 2009: Metropia
- 2009: Beyond the Pole
- 2010: Puss
- 2010: 13
- 2011: Melancholia
- 2011: Straw Dogs – Wer Gewalt sät (Straw Dogs)
- 2012: Battleship
- 2012: Disconnect
- 2013: Das Glück der großen Dinge (What Maisie knew)
- 2013: The East
- 2013: Eastbound & Down (Fernsehserie, Folge 4x08)
- 2014: Hüter der Erinnerung – The Giver (The Giver)
- 2015: The Diary of a Teenage Girl
- 2015: Hidden – Die Angst holt dich ein (Hidden)
- 2016: Dirty Cops – War on Everyone (War on Everyone)
- 2016: Legend of Tarzan (The Legend of Tarzan)
- 2017–2019: Big Little Lies (Fernsehserie, 14 Folgen)
- 2018: Mute
- 2018: Wolfsnächte (Hold the Dark)
- 2018: The Hummingbird Project
- 2018: Die Libelle (The Little Drummer Girl, Miniserie, 6 Folgen)
- 2019: Niemandsland – The Aftermath (The Aftermath)
- 2019: Long Shot – Unwahrscheinlich, aber nicht unmöglich (Long Shot)
- 2019: The Kill Team
- 2020–2021: The Stand – Das letzte Gefecht (The Stand, Fernsehserie, 8 Folgen)
- 2021: Seitenwechsel (Passing)
- 2021: Godzilla vs. Kong
- 2021–2023: Succession (Fernsehserie, 9 Folgen)
- 2022: The Northman (auch als Produzent)
- 2022: Atlanta (Fernsehserie, Folge 3x10)
- 2023: Infinity Pool
- 2023: Eric LaRue
- 2023: Die Fotografin (Lee)
- 2025: Pillion
- 2025: Murderbot (Fernsehserie, Hauptrolle)

## Auszeichnungen (Auswahl)
- 2003: Guldbagge-Nominierung für Hundtricket: The Movie (Bester Nebendarsteller)
- 2003: Grand Prix und Presseauszeichnung des Odense International Film Festival für Att döda ett barn (gemeinsam mit Björne Larson)
- 2009: Satellite Award für True Blood (Bestes TV-Darstellerensemble)
- 2009: Scream Award für True Blood (Bester Bösewicht)
- 2010: Nominierung für den Saturn Award für True Blood (Bester TV-Nebendarsteller)
- 2010: Scream Award für True Blood (Bester Horror-Darsteller)
- 2010: Nominierung für den Screen Actors Guild Award für True Blood (Bestes Schauspielensemble in einer Dramaserie)
- 2011: Nachwuchsdarstellerpreis des Hamptons International Film Festival für Melancholia
- 2011: Scream Award für True Blood (Bester Horror-Darsteller)
- 2011: Nominierung für den Teen Choice Award für True Blood (Choice Vampire)
- 2012: Robert-Nominierung für Melancholia (Bester Nebendarsteller)
- 2012: Nominierung für den Fangoria Chainsaw Award für Straw Dogs – Wer Gewalt sät (Bester Nebendarsteller)
- 2017: Emmy für Big Little Lies (Bester Nebendarsteller – Miniserie oder Fernsehfilm)
- 2018: Golden Globe Award für Big Little Lies (Bester Nebendarsteller – Serie, Miniserie oder Fernsehfilm)

## Musikvideos
- Auftritt im Lady-Gaga-Video Paparazzi
- Auftritt im Cut-Copy-Video Free Your Mind